# Le Tronchet (Sarthe)
Le Tronchet település Franciaországban, Sarthe megyében. Lakosainak száma 169 fő (2022. január 1.). Le Tronchet Assé-le-Riboul, Mézières-sous-Lavardin, Saint-Jean-d’Assé és Saint-Marceau községekkel határos.

## Népesség
A település népességének változása:
| Lakosok száma | 149  | 154  | 159  | 163  | 164  | 165  | 166  | 168  | 169  |
|               | 2013 | 2015 | 2016 | 2017 | 2018 | 2019 | 2020 | 2021 | 2022 |